# YOSHIKIシンフォニックコンサート2002 with 東京シティ・フィルハーモニック管弦楽団 featuring VIOLET UK
YOSHIKIシンフォニックコンサート2002 with 東京シティ・フィルハーモニック管弦楽団 featuring VIOLET UKは、日本の音楽家であるYOSHIKIが2002年12月3日と4日に東京国際フォーラムで開催したクラシック・スタイルのコンサート。コンサートの模様を収録したライブDVD『YOSHIKI Symphonic Concert 2002 with Tokyo City Philharmonic Orchestra featuring VIOLET UK』が2005年3月30日にリリースされている。また、このコンサートで演奏した「Forever Love」と「Amethyst」はYOSHIKIが2005年3月23日にリリースしたアルバム『ETERNAL MELODY II』に収録された。

## 背景
音楽家の藤原いくろうが音楽監督とオーケストレーションを務め、1999年から行われているコンサート・シリーズの一環として企画された。当初は先に企画されていたコンサートにYOSHIKIがゲストで参加するだけの予定であったが、ミーティングを重ねるうちにYOSHIKIのコンサートに企画が変更された。最初に主催側から出演依頼があったときは腱鞘炎や、Violet UK、globe、愛知万博のテーマ・ソングのレコーディングでの多忙を理由に固辞していたが、その後も何度かオファーを受け、最終的に開催を決定したのは2002年の晩夏であった。出演を承諾した理由は、主催者側の「クラシックの素晴らしさをもっと世の中に広めたい」という言葉であったとYOSHIKIはコンサートのフライヤーにコメントを記している。

## コンサート概要
コンサートではX JAPAN、YOSHIKIのソロ・プロジェクトであるViolet UK、2002年に加入を表明したglobe、YOSHIKIがプロデュースするDAHLIAの1作目のシングルで、2005年日本国際博覧会「愛・地球博」の公式イメージ・ソング「I'll Be Your Love」の楽曲のオーケストラ・アレンジのほか、天皇陛下御即位十年をお祝いする国民祭典で演奏されたYOSHIKI作曲による奉祝曲「Anniversary」も演奏された。東京シティ・フィルハーモニック管弦楽団によるオーケストラは、YOSHIKIから弦楽器をフィーチャーしてほしいという強い要望を受け、弦楽5部が16型編成（第1ヴァイオリン16人、第2ヴァイオリン14人、ヴィオラ12人、チェロ10人、コントラバス8人）に、2管編成（フルート、オーボエ、クラリネット、ファゴットが各2人）、ホルン4人、パーカッション4人、ハープ1人という編成になっている。コンスタンチン・D・クリメッツと藤原いくろうが指揮し、コンサートミストレスは野口千代光が務めた。YOSHIKIは「The Last Song」「Unamed Song」「Amethyst」（ボーカル・バージョン）「I'll Be Your Love」「Screaming Blue」「Blind Dance」「Blind Dance」「Anniversary」「Endless Rain」でピアノを演奏したほか、「Seize the light」で指揮を務めた。フィーチャード・アーティストとしてViolet UKのボーカリストであるドーターとニコール・シャージンガー、DJであるコリーン・レニハンも参加し、ドーターは「Unnamed Song」「Amethyst with Vocal」「Screaming blue」「Blind Dance」を歌い、シャージンガーは「I'll Be Your Love」（英語バージョン）を歌った。

## 配信
有線ブロードネットワークスとショウタイムが「BROAD-GATE 01」および「ShowTime」において、2002年12月20日からコンサートの模様をオンデマンド配信した。

## セットリスト
1. 「Say Anything」（12月3日）/「Tears」（12月4日）
2. 「Amethyst」
3. 「The Last Song」
4. 「Unnamed Song」
5. 「Forever Love」
6. 「Longing」
7. 「Amethyst with Vocal」
8. 「Seize the Light」
9. 「I'll Be Your Love」
10. 「Screaming Blue」
11. 「Blind Dance」

アンコール
1. 「Anniversary」
2. 「Endless Rain」

## 出演
- YOSHIKI（ピアノ、指揮）
- コンスタンチン・D・クリメッツ（指揮）
- 藤原いくろう（指揮）
- 東京シティ・フィルハーモニック管弦楽団（オーケストラ）
- ドーター（ボーカル）
- ニコール・シャージンガー（ボーカル）
- コリーン・レニハン（DJ）

## ライブ・ビデオ
2002年12月3日と4日に東京国際フォーラム行われたコンサートのライブDVD『YOSHIKI Symphonic Concert 2002 with Tokyo City Philharmonic Orchestra featuring VIOLET UK』が2005年3月30日にリリースされた。このDVDはアメリカに生活の拠点があるYOSHIKIがプライベートでも鑑賞できるようにと、YOSHIKIの要望でリージョン・フリーになっている。

### 収録曲
| 全作曲: YOSHIKI。 |                         |      |            |
| #                 | タイトル                | 作詞 | 作曲・編曲 |
| 1.                | 「Say Anything」        |      | YOSHIKI    |
| 2.                | 「Amethyst」            |      | YOSHIKI    |
| 3.                | 「The Last Song」       |      | YOSHIKI    |
| 4.                | 「7th」                 |      | YOSHIKI    |
| 5.                | 「Forever Love」        |      | YOSHIKI    |
| 6.                | 「Longing」             |      | YOSHIKI    |
| 7.                | 「Amethyst with Vocal」 |      | YOSHIKI    |
| 8.                | 「Seize the light」     |      | YOSHIKI    |
| 9.                | 「I'll be your love」   |      | YOSHIKI    |
| 10.               | 「Screaming blue」      |      | YOSHIKI    |
| 11.               | 「Blind Dance」         |      | YOSHIKI    |
| 12.               | 「Anniversary」         |      | YOSHIKI    |
| 13.               | 「Endless Rain」        |      | YOSHIKI    |
| 14.               | 「Tears」               |      | YOSHIKI    |